# Confederação de Badminton da Europa
A Confederação de Badminton da Europa (BE) é a organização que regulamenta e promove o desporto de badmínton no continente europeu. Sua sede está situada em Brøndby, um município da Dinamarca e é umas das cinco organizações continentais da Federação Mundial de Badminton. A confederação é composta por cinquenta e dois estados-membros e seu actual presidente é o belga Gregory Verpoorten.
Foi fundada a 27 de setembro de 1967 como União Europeia de Badminton (European Badminton Union) em Francoforte do Meno por onze países (Alemanha Ocidental, Áustria, Bélgica, Checoslováquia, Dinamarca, Finlândia, Inglaterra, Noruega, Países Baixos, Suécia e Suíça).
No dia 8 de abril de 2006, o nome da organização foi alterado para Badminton Europe. Em abril de 2013, a confederação passou a chamar-se Badminton Europe Confederation (BEC).

## Presidentes
| N° | Período   | Nome                   |
| -- | --------- | ---------------------- |
| 1  | 1967–1968 | Hans Peter Kuntz       |
| 2  | 1969–1977 | Stellan Mohlin         |
| 3  | 1977–1982 | Herman Valken          |
| 4  | 1982–1984 | Heinrich Barge         |
| 5  | 1984–1992 | Stan Mitchell          |
| 6  | 1992–2004 | Torsten Berg           |
| 7  | 2004–2010 | Tom Bacher             |
| 8  | 2010–2013 | Poul-Erik Høyer Larsen |
| 9  | 2013-2014 | João Matos (interino)  |
| 10 | 2014-     | Gregory Verpoorten     |

## Competições organizadas
- Campeonato da Europa de Badminton
- Campeonato da Europa de Equipas Homens e Mulheres
- Campeonato da Europa de Equipas Mistas
- Campeonato da Europa de Veteranos
- Campeonato da Europa de Juniores
- Campeonato da Europa de Sub-15
- Campeonato da Europa de Sub-17
- Circuito Europeu de Badminton
- Campeonato da Europa de Badminton

## Países-membros
| País                 | Nome da federação                                                                                          | Sítio electrónico           | Data de adesão                                                                   |
| -------------------- | --- | --------------------------- | -------------------------------------------------------------------------------- |
| Albânia              | Federata Shqiptare Badminton                                                                               |                             | 2006                                                                             |
| Alemanha             | Deutscher Badminton-Verband                                                                                | badminton.de                | 1967 (membro fundador) · Alemanha Oriental membro entre 1971 e 1990              |
| Arménia              | Հայաստանի Բադմինթոնի Ֆեդերացիա (Federação de Badminton da Arménia)                                         | badminton.am                | 1997                                                                             |
| Áustria              | Österreichischer Badminton Verband                                                                         | badminton.at                | 1967 (membro fundador)                                                           |
| Azerbaijão           | Azərbaycan badminton federasiyası                                                                          |                             | 1997                                                                             |
| Bélgica              | Belgian Badminton Federation                                                                               | belgian-badminton.be        | 1967 (membro fundador)                                                           |
| Bielorrússia         | Беларуская федэрацыя бадмінтона                                                                            |                             | 1993                                                                             |
| Bósnia e Herzegovina | Badminton Savez Bosne i Hercegovine                                                                        | babh.ba                     | 2007                                                                             |
| Bulgária             | Българска Федерация Бадминтон                                                                              | bfbadminton.bg              | 1985                                                                             |
| Chipre               | Cyprus Badminton Federation                                                                                | cyprusbadminton.com         | 1985                                                                             |
| Croácia              | Hrvatski badmintonski savez                                                                                | cba.hr                      | 1992                                                                             |
| Dinamarca            | Danmarks Badminton Forbund                                                                                 | badminton.dk                | 1967 (membro fundador)                                                           |
| Escócia              | Badminton Scotland                                                                                         | badmintonscotland.org.uk    | 1968                                                                             |
| Eslováquia           | Slovenský zväz bedmintonu                                                                                  | bedminton.sk                | 1993 1967 como Checoslováquia (membro fundador)                                  |
| Eslovénia            | Badmintonska Zveza Slovenije                                                                               | badminton-zveza.si          | 1968 (como República Socialista Federativa da Jugoslávia)                        |
| Espanha              | Federación Española de Bádminton                                                                           | badminton.es                | 1982                                                                             |
| Estónia              | Eesti Sulgpalliliit                                                                                        | badminton.ee                | 1992                                                                             |
| Ilhas Feroé          | Badmintonsamband Føroya                                                                                    | bsf.fo                      | 1982                                                                             |
| Finlândia            | Suomen Sulkapalloliitto                                                                                    | badminton.fi                | 1967 (membro fundador)                                                           |
| França               | Fédération française de badminton                                                                          | ffbad.org                   | 1968                                                                             |
| Geórgia              | Georgian Badminton Federation                                                                              |                             | 1992                                                                             |
| Gibraltar            | Gibraltar Badminton Association                                                                            | badmintongibraltar.com      | 1986                                                                             |
| Grécia               | Ελληνική Ομοσπονδία Φιλάθλων Σωματείων Αντιπτέρισης (Elliniki Omospondia Filathlon Somateion Antipterisis) | badminton.gr                | 1997                                                                             |
| Gronelândia          | Badminton Kalaallit Nunaat                                                                                 | badminton.gl                | 1997                                                                             |
| Hungria              | Magyar Tollaslabda Szövetség                                                                               | badminton.hu                | 1973                                                                             |
| Inglaterra           | Badminton England                                                                                          | badmintonengland.co.uk      | 1967 (membro fundador)                                                           |
| Irlanda              | Badminton Ireland                                                                                          | badmintonireland.com        | 1968                                                                             |
| Islândia             | Badmintonsamband Íslands                                                                                   | badminton.is                | 1978                                                                             |
| Israel               | Israel Badminton Association                                                                               | badminton-israel.co.il      | 1997                                                                             |
| Itália               | Federazione Italiana Badminton                                                                             | badminton-italia.com        | 1977                                                                             |
| Letónia              | Latvijas Badmintona Federācija                                                                             | badminton.lv                | 1992                                                                             |
| Liechtenstein        | Liechtensteiner Badminton Verband                                                                          | bcvaduz.li                  | 1993                                                                             |
| Lituânia             | Lietuvos badmintono federacija                                                                             | badminton.lt                | 1992                                                                             |
| Luxemburgo           | Fédération Luxembourgeoise de Badminton                                                                    | feluba.lu                   | 1981                                                                             |
| Macedónia            | Бадминтон Федерација на Македонија (Federação Macedónia de Badminton)                                      | badminton.com.mk            | 2003                                                                             |
| Malta                | Badminton Malta                                                                                            | badmintonmalta.org          | 1972                                                                             |
| Moldávia             | Federația Badminton Moldova                                                                                | mbf.md                      | 1995                                                                             |
| Mónaco               | Fédération Monégasque de Badminton                                                                         | monacobadminton.com         | 2013                                                                             |
| Montenegro           | Badminton Savez Crne Gore                                                                                  | badminton.co.me (arquivado) | 2007 · 1993 como República Federal da Jugoslávia · 2002 como Sérvia e Montenegro |
| Noruega              | Norges Badminton Forbund                                                                                   | badminton.no                | 1967 (membro fundador)                                                           |
| País de Gales        | Welsh Badminton Cymru                                                                                      | badminton.wales             | 1968                                                                             |
| Países Baixos        | Badminton Nederland                                                                                        | badminton.nl                | 1967 (membro fundador)                                                           |
| Polónia              | Polski Związek Badmintona                                                                                  | pzbad.pl                    | 1977                                                                             |
| Portugal             | Federação Portuguesa de Badminton                                                                          | fpbadminton.pt              | 1977                                                                             |
| República Checa      | Český badmintonový svaz                                                                                    | czechbadminton.cz           | 1993 1967 como Checoslováquia (membro fundador)                                  |
| Roménia              | Federația Română de Badminton                                                                              | badminton.ro                | 1990                                                                             |
| Rússia               | НАЦИОНАЛЬНАЯ ФЕДЕРАЦИЯ БАДМИНТОНА РОССИИ (Federação de Badminton da Rússia)                                | badm.ru                     | 1993 1974 como União Soviética                                                   |
| Sérvia               | Badminton Savez Srbije                                                                                     | badminton.org.rs            | 2007 · 1993 como República Federal da Jugoslávia · 2002 como Sérvia e Montenegro |
| Suécia               | Svenska Badmintonförbundet                                                                                 | badminton.nu                | 1967 (membro fundador)                                                           |
| Suíça                | Swiss Badminton                                                                                            | swiss-badminton.ch          | 1967 (membro fundador)                                                           |
| Turquia              | Türkiye Badminton Federasyonu                                                                              | badminton.gov.tr            | 1992                                                                             |
| Ucrânia              | Федерація бадмінтону України (Federação Ucraniana de Badminton)                                            | fbubadminton.org.ua         | 1992                                                                             |